# 中山南路 (南京)
中山南路是位于中国江苏省南京市秦淮区的一条街道，南北走向，宽40米。北起新街口广场接中山路，南到雨花西路。
中山南路北部新街口到白下路段形成于1930年代南京首都建设时期。1930年时，即有中正路，它与中山路、中央路组成南京城的中轴线。为新街口商业中心区的一部分，有中央商场。
中华人民共和国建立后，中正路改名为人民南路，后改为中山南路。白下路以南段原有马巷等小巷，1990年代开辟为大道。南京地铁1号线部分路段沿中山南路修筑，设有新街口站、张府园站、三山街站。